# Metabisolfito
Il metabisolfito, comunemente noto come disolfito (nomeIUPAC) o pirosolfito, è un composto chimico contenente lo ione S2O52−. È un dianione incolore che viene commercializzato principalmente sotto forma di metabisolfito di sodio o metabisolfito di potassio. Quando disciolti in acqua, questi sali rilasciano ioni bisolfito (HSO3−). Questi sali agiscono in modo equivalente al bisolfito di sodio o al bisolfito di potassio.

## Struttura
A differenza del disolfato (S2O72−), lo ione disolfito (S2O52−) ha una struttura asimmetrica con un legame S-S. Lo stato di ossidazione dell'atomo di zolfo legato a 3 atomi di ossigeno è +5 mentre il numero di ossidazione dell'altro atomo di zolfo è +3.
L'anione è costituito da un gruppo SO2 legato ad un gruppo SO3, con la carica negativa più localizzata all'estremità SO3. La lunghezza del legame S–S è 2,22 Å e le distanze S–O "tionato" e "tionite" sono rispettivamente 1,46 Å e 1,50 Å.

## Produzione
I sali dello ione bisolfito sono prodotti dalla disidratazione dei sali dello ione bisolfito (HSO3-). Quando le soluzioni di bisolfito di sodio o bisolfito di potassio vengono evaporate, si ottengono metabisolfito di sodio e metabisolfito di potassio
{\displaystyle {\ce {2HSO3^{-}<=>S2O5^{2-}\ +\ H2O}}}
Sebbene l'equilibrio si trovi molto a sinistra, l'evaporazione di un sale di bisolfito produrrà una notevole quantità di disolfito.
Il disolfito è la base coniugata dell'acido disolfuro (acido pirosolforico), che si origina dall'acido solforoso secondo la reazione di disidratazione di cui sopra:
{\displaystyle {\ce {2H2SO3->2HSO3^{-}\ +\ 2H^{+}->H2S2O5\ +\ H2O}}}
Lo ione disolfito deriva anche dall'aggiunta di anidride solforosa allo ione solfito:
| {\displaystyle {\ce {HSO3^{-}<=>SO3^{2-}\ +\ H^{+}}}} {\displaystyle {\ce {SO3^{2-}\ +\ SO2<=>S2O5^{2-}}}} |

## Uso
I sali di disolfiti sono usati per conservare cibi e bevande.

### Esempi di disolfiti
Il metabisolfito di sodio (E223) e il metabisolfito di potassio (E224) sono utilizzati come conservanti e antiossidanti negli alimenti. I solfiti sono implicati nelle reazioni asmatiche e possono anche causare sintomi in individui non asmatici, vale a dire dermatite, orticaria, rossore, ipotensione, dolore addominale e diarrea e persino anafilassi potenzialmente letale